# Chemin du Roucas-Blanc
Le chemin du Roucas-Blanc est une voie marseillaise.

## Situation et accès
Cette grande voie démarre rue d'Endoume à la limite des quartiers de Saint-Victor et Saint-Lambert est située dans le 7e arrondissement de Marseille. Elle gravit la colline Notre-Dame où se trouve à son sommet la basilique Notre-Dame-de-la-Garde, accessible par la montée du Commandant-René-Valentin au croisement avec le boulevard Tellène. Elle descend de quelques mètres jusqu’à la place du Terrail au cœur du quartier du Roucas-Blanc puis remonte en croisant le boulevard Georges-Estrangin pour atteindre le plateau du Roucas-Blanc, terminus de la ligne . Elle entame ensuite, sur une section étroite, une forte descente tout en serpentant les nombreuses villas et lotissements issus de la bourgeoisie marseillaise jusqu’à se terminer sur la corniche du Président-John-Fitzgerald-Kennedy.

## Origine du nom
La rue doit son nom au quartier du Roucas-Blanc qu’elle traverse.

## Bâtiments remarquables et lieux de mémoire
- Au numéro 27 y a vécu Melchior Guinot jusqu’à sa mort en 1874.
- Aux numéros 42 et 44 se trouve l’école primaire du Roucas-Blanc.
- Au numéro 104 se trouve l’église de la Compagnie des Filles de la Charité.
- Au numéro 240 se trouve l’église Saint-Antoine-de-Padoue, aussi nommée paroisse du Roucas-Blanc.
- Au numéro 244 se trouve le lycée technologique privé Perrimond.
- Au numéro 341 se trouve le centre Notre-Dame du Roucas, animé par la communauté du Chemin-Neuf.